# Saint-Ouen-le-Brisoult
Saint-Ouen-le-Brisoult – miejscowość i gmina we Francji, w regionie Normandia, w departamencie Orne.
Według danych na rok 1990 gminę zamieszkiwało 121 osób, a gęstość zaludnienia wynosiła 12 osób/km² (wśród 1815 gmin Dolnej Normandii Saint-Ouen-le-Brisoult plasuje się na 765. miejscu pod względem liczby ludności, natomiast pod względem powierzchni na miejscu 502.).